# Дильс, Людвиг
Лю́двиг Дильс (нем. Friedrich Ludwig Emil Diels, 1874—1945) — немецкий ботаник, путешественник.
Ученик и преемник А. Энглера.
Сын языковеда и исследователя религий Германа Александра Дильса.

## Путь в науке
В 1900—1902 годах вместе с Эрнстом Георгом Притцелем совершил экспедиции в Южную Африку, на Яву, в Австралию и Новую Зеландию. В Австралии он открыл и описал реликтовый идиоспермум.
В 1906 году издал монографию о семействе Росянковые (Droseraceae).
В 1910-х изучал Новую Гвинею, в 1930-х — Эквадор.
Собрал большой гербарий стран, в которых побывал.
Заместитель директора (с 1913 года), а затем (с 1921 года до самой смерти в 1945 году) директор Ботанического сада и музея в Берлин-Далеме.
Дал очерк развития флор, начиная с мезозойской эры.
Предложил оригинальную физиономическую систему растительных формаций.

## В его честь названы
Роды растений
- Дильсанта (Dielsantha E.Wimm.) семейства Колокольчиковые (Campanulaceae)
- Дильсия (Dielsia Gilg) семейства Яснотковые (Lamiaceae)
- Дильсиохарис (Dielsiocharis O.E.Schulz) семейства Капустные (Brassicaceae)
- Дильсиохлоа (Dielsiochloa Pilg.) семейства Злаки (Poaceae)
- Дильсиотамнус (Dielsiothamnus R.E.Fries) семейства Анноновые (Annonaceae)

## Печатные труды
- нем. Engler H.G.A., Diels L., Stubbe H., Noack K. Das Pflanzenreich: Regni vegetabilis conspectus. Stuttgart: Engelmann, Wiesbaden: Harrassowitz.
- нем. Diels L. Pflanzengeographie. – Leipzig: G.J. Göschen. 1908[2]
- нем. Diels L. Naturdenkmalpflege und wissenschaftliche Botanik. Berlin: Borntraeger, 1914
- нем. Diels L. Vegetationstypen vom untersten Kongo. Iéna, Fischer, 1915
- Дильс Л. Ботаническая география / Перевод с немецкого под редакцией П. И. Мищенко. — Петроград: Типография К. Маттисена, 1916
- нем. Diels L. Ersatzstoffe aus dem Pflanzenreich: Ein Hilfsbuch z. Erkennen u. Verwerten d. heimischen Pflanzen f. Zwecke d. Ernährung u. Industrie in Kriegs- u. Friedenszeiten. Stuttgart, Schweizerbart, 1918
- нем. Diels L. Die natürlichen Pflanzenfamilien nebst ihren Gattungen und wichtigsten Arten, insbesondere den Nutzpflanzen. Berlin, 1930
- нем. Diels L., Pritzel E.G. Südwest-Australien. Iéna, Fischer, 1933
- нем. Diels L., Pritzel E.G. Wälder in Nordost-Queensland. Iéna, Fischer, 1934
- нем. Diels L. Die Flora Australiens und Wegeners Verschiebungs-Theorie. Berlin, de Gruyter, 1934
- нем. Engler H.G.A., Diels L. Syllabus der Pflanzenfamilien: Eine Übersicht über d. gesamte Pflanzensystem mit bes. Berücks. d. Medizinal- u. Nutzpflanzen nebst e. Übersicht über d. Florenreiche u. Florengebiete d. Erde zum Gebr. bei Vorlesungen u. Studien über spezielle u. med.-pharmazeut. Botanik. Berlin, Borntraeger, 1936
- нем. Diels L. Beiträge zur Kenntnis der Vegetation und Flora von Ecuador. Stuttgart, E. Schweizerbart, 1937
- нем. Diels L. Über die Ausstrahlungen des holarktischen Florenreiches an seinem Südrande, 1942